# Kamikitayama
Kamikitayama (上北山村, Kamikitayama-mura) est un village japonais situé dans le district de Yoshino (préfecture de Nara). Le mont Hakkyō se trouve à proximité.